# ラグナロック・ガイ
『ラグナロック・ガイ』は、日本の漫画家岡崎つぐおによるSF漫画である。

## 概要
『週刊少年サンデー』にて1984年34号から1985年52号にかけて連載された。
『ジャスティ』と並んで岡崎のSF作品を代表している。
タイトルおよび主人公ガイ・グレイバードの二つ名「ラグナロック・ガイ」の「ラグナロック」は、北欧神話で世界の滅亡を指す「ラグナロク」に由来する。
当作品は未来を舞台にしたSFだが、主人公を導く存在として登場するウルト、スクルト、ヴェルダンディ（ノルン）をはじめ、特に物語後半に於いて北欧神話をモチーフとしたキャラクターが多数登場する。
また神話から2度にわたり、ラグナロクの前兆、フィンブルの冬の到来と人々の争い合うさまが引用されている。

## あらすじ
2077年、地球統一連邦国家が成立し、A.T.（目覚(めざめ)し人類）暦が始まった。A.T.288年（2364年）には人類は7つの惑星に植民し、メルダー連邦とベガルダー連邦に分かれ250年にわたる戦争を続けている。地球は永世中立であったが、惑星マークス他2つの植民惑星で局地戦が続いていた。

### 惑星マークスにて
メルダー部隊7（チェイサーズセブン）の隊長ハニデュー・ハニーに、特殊機動部隊「30（サーティ）・サタン」のただ1人の生き残り、ガイ・グレイバードの抹殺指令が下る。彼は「ラグナロック（神々を滅ぼす男）・ガイ」の異名を持っていた。ハニーらは宇宙船で惑星マークスに到着し、ガイが部隊7の隊員を射殺したことでハニーは彼の居場所を突き止めたが、逆にガイはハニーを襲い、彼女を連れて森林地帯へ逃げ込み、そこで自分がメルダー連邦軍に追われる身となった経緯を語る。ガイを含む10人の精鋭で構成された30・サタンは敵との交戦で全滅したとされているが実は彼が他の隊員を倒していた。
ハニーを射殺したガイに対し、軍は30・サタンの隊長、ガイに殺されたのを全身を強化バイオニックに換えて復活させたクロード・ローリングスを差し向けた。ガイへの復讐心に燃えるクロードの攻撃によって負傷したガイは、通りかかった移動医療車を止め、乗っていた看護婦のミユティカ・ダールに助けを求めた。ラグナロックだと名乗った彼を恐れつつも体を気遣って治療を続けるミユティカ。途中で科学者ドゥエルガルに捕まるが、ドゥエルガルは自分が作った優れた武器を使いこなせると見込んだガイを軍から守る。ガイを追跡するクロードだったが、上司で恋人のレイニーダがクロードを気遣って差し向けた部隊がガイの捕獲に失敗したことで、彼を逃がしてしまい、レイニーダを責める。再びガイを襲い、返り討ちにあったクロードは「なぜ、俺たちを裏切った？」との問いに対し、ガイは「俺はあんた達を裏切っちゃいない！30・サタンが俺に襲い掛かってきたから（やむなく）殺したのだ」と訴える。その日、30・サタンの隊員は、メルダー連邦を統治する巨大コンピュータ"LEAF"（リーフ）による洗脳を受けた。隊員の意識と"LEAF"をシンクロさせる作業により、隊員たちは個人の意識を奪われて操り人形と化していったが、ガイだけが急激に洗脳から回復して脱出したことで、"LEAF"の傀儡となった戦友たちの追撃を受けることになり、やむなく彼らを殺したのだった。クロードもガイによって急所を撃たれた直後に自我を取り戻したものの、事情がわからぬまま復讐鬼と化してガイを討とうとしていたのだった。そして、その全てを死の間際にクロードは思い出し、ガイと和解して息絶えた。
軍の上層部、4人のクワシールと呼ばれる者達は、新たな特殊部隊S・A（スペシャル・エリーター）の5人を惑星マークスへ向かわせた。彼らを率いるのは2人のハニデュー・ハニーであった。フレイマン市に到着したガイとドゥエルガルはミユティカを彼女の勤める病院に送った。ミユティカはガイとの別れを拒むが、ガイは自分が彼女を愛してしまえば彼女も追われる身にしてしまうからと、彼女を置いていくことを告げる。ガイがフレイマン市に立ち寄ったのは自分が来て去った痕跡を残すことでミユティカらが軍に取り調べられないようにと考えたためだったが、彼が市を出る前にS・Aが到着し、日没後に戦闘をすることに。ドゥエルガルから新しい戦闘服と武器を受領したガイと5人との戦いが森の中で始まって間もなく、ベガルダー軍の重機動部隊がフレイマン市に侵攻してきたため、ハニーはS・Aを撤退させた。炎上するフレイマン市にいるミユティカとドゥエルガルを気遣い、ガイは1人で部隊に挑んで壊滅に追い込むものの、メルダー側の敵味方の区別のない反撃の中に姿を消す。地下シェルターで戦火を逃れていたミユティカとドゥエルガルは、3ヶ月の間ガイを探し続けるが、偶然会った屑鉄屋の1人で顔にひどい負傷をした民間人の男性をガイではないかと疑う。事実彼がガイで、負傷した顔のマスクで顔を隠しつつ、第3勢力のクエスチョナーズのメンバーと共に行動していたのだった。

### 惑星プラチナムにて
クエスチョナーズの力を借り、メルダー連邦の本星の1つ、惑星プラチナムへ侵入を試みる。プラチナムへの居住を許されているA級エリートを惑星の軌道ステーション「プラチナム・ゲートウェイ」まで運ぶ輸送船の乗員になりすましたガイは、プラチナムは全体に"LEAF"によるパーフェクトネットワークが張られており、入り込むにはネットワークに同調（シンクロ）するためのヘッド・リングを被る必要があると知る。エリートからリングを奪おうとステーション内の1室に侵入すると、そこで2人のハニーと出会い、2人の名がヴェルダンディとスクルト、かつて殺したハニーの名がウルトと教えられる。スクルトのリングを着け、小型シャトルで地上へ降りる途中、ガイはリングが洗脳機能を発揮したのに気付き、リングを外した。ハニーが簡単にリングを渡したのは、リングを外せばネットワークに異物と認識されて攻撃されるため、リングを装着し洗脳を受けざるを得ず、ガイをメルダー連邦も自分たちも手に入れられると知っていたからだった。プラチナムは異物がガイと知り、リングを外した者は市民であろうと抹殺する狙撃を始める。偶然リングを着けていなかった少女をガイは庇い、少女の母が投げたリングをとっさに着けたものの間に合わず射殺される。しかし洗脳システムの機能を逆手に取る形で彼の意識はリングを通じ、"LEAF"の1つ「ブレインズ5」を支配してしまい、クワシールとブレインズの管理者ブレインズ・マスターが恐れていた「ラグナロック（神々を滅ぼすもの＝統治システムの破壊者）」の能力が発動してしまう。
他の4つのブレインズが5の消滅も覚悟で対応にあたる中、都市のエネルギーシールドで構成される幻影を新しい体として得たガイは、洗脳後の30・サタンが編入されるはずだった最強部隊ブレインズ・ガーディアンを次々に倒していく。ブレインズ・マスターが"LEAF"を停止させてラグナロックを消滅させるが、本当のガイはその潜在能力を開花させたことで驚異的な回復力を得て自力で蘇生し、実体としてブレインズ・マスターの前に再度現れてガーディアンを倒し始める。ガーディアンの攻撃は、リングを装着した彼を守るエネルギーシールドを破れない。そこへ、クワシールによってヴェルダンディ、スクルトが運ばれてきた。クワシールの幻影がガイに語る。"LEAF"の意思を取り込んだガイを抹殺するべく"大いなる意思（オーディン）"が試みたことは次々失敗したため、"時の女神"ノルンの1人、ウルトと接触させて過去に閉じ込めようとしたがこれも失敗したこと。3人のハニーはガイを愛するようにプログラムされ、ウルトは軍人としての使命感が勝ってガイを殺そうとしたが、ヴェルダンディとスクルトは今ガイを愛していること。だがガイはクワシールもハニーたちの愛も退けた。ガイがハニーたちの真意を確かめようと攻撃したその時、ブレインズ4が宇宙空間に持つ地対地指向性超高出力ブラスターが勝手に作動して、ガイたちのいるブレインズ5の建物を襲った。攻撃自体はシールドが防いだものの、気絶したガイと入れ替わるように、ブレインズ5のエネルギーが作り出したガイの幻影が現れる。幻影は、時の女神の本当の目的と自分の存在意義を知りたいと語り、ハニーたちはガイと愛し合うことでわかるかも知れないと答える。実体のガイが意識を取り戻し、再びハニーたちに攻撃を仕掛けたとき、"大いなる意思"がガイに語りかけた。ハニーへの攻撃は、クワシールのいう"大いなる意思"が本当に存在するのか確かめるための狂言だった。ハニーは、4人のクワシールと"LEAF"の合同意識のことだと語るが、ガイには、"LEAF"が完全に管理する超高出力ブラスターさえ自在に操る"意志"とはそれ以上の存在だという確信があった。
各ブレインズにある"LEAF"に異変が起こり、"大いなる意思"によってクワシールも殺される。さらに"大いなる意思"はガイに「時の女神が導く」と告げ、地球へ行けと言う。プラチナム・ブレインズをコントロールしてきたプラチナム極点（トップ）が"大いなる意思"に破壊されたため、分割し安定させて利用してきた惑星規模のエネルギーが制御を失い、都市を守るブラスターが都市を攻撃する。ついには惑星自体が爆発するが、人々は爆発前に宇宙船で惑星マークスへと脱出した。10億人の大脱出（エクソダス）はマークスの夜空に無数の流星となって現れ、ドゥエルガルと共に空を見上げるミユティカがガイの無事を祈っていた。

### 地球にて
ガイとハニーたちが宇宙船で地球に降り立つと、原始人の姿の男たちに弓矢や槍で攻撃され、ハニーたちが連れ去られてしまう。彼女たちを捕らえた少女はヴァナのフレイヤと名乗り、ガイが道案内をさせた男はアサの者と名乗ったためフレイヤに殺される。フレイヤはガイたちが敵のアサ族でないと知ると、アサ族とヴァナ族が年に1回の祭で殺し合うこと、アサが憎いことを語る。フレイヤがガイをヴァナの長に引き合わせると、長は「神の声」がラグナロックを殺せと命じたと言って槍で攻撃してきたため、ガイは応戦して彼を気絶させる。長の体にマイクロチップが着いており、これが「神の声」を長に聞かせていた。レーザー兵器の攻撃を受けたことで、ガイは地球が原始の惑星というのはみせかけと気づく。
ニッドヘグと名乗る神が長の口を借りてガイに語る。2世紀前に彼は"LEAF"を操り、人類の歴史をやり直すべくアサ族とヴァナ族を作った。しかしラグナロックはこの惑星には不要であるから立ち去れ、と。長が失神した直後、複数の機械兵器の攻撃を受け、兵器を破壊すると、ニッドヘグは今度はフレイヤの口を借り、対決は避けられないが人間たちのいる地域では戦いたくないためニブルヘイムへ来いと告げる。フレイヤは長の血縁者だったので、チップに届く神の声を精神感応によって聞くことができ、ニッドヘグは彼女をも操ることができた。ガイは、ニッドヘグが北欧神話に登場する毒竜の名であり、その根の1本が極北の国ニブルヘイムへ伸びている宇宙樹ユグドラシルの根を囓るとされていること、"LEAF"のフルネームが"ユグドラシルの葉(leaf)"であり「ユグ」とはオーディンの別名であること、またユグドラシルが神々の黄昏（ラグナレク）の到来で朽ちるとされており、ノルンとはその日までユグドラシルが枯れないよう手当てする女神であることを説明した。巨大コンピュータ"LEAF"がユグドラシルの葉程度の存在かもしれないと気付きハニーたちは驚く。
神の声が眠っている長を通してフレイヤに伝わり、声の指示でガイたちは宇宙船に搭載されていたブレインズ・ガーディアン用の強装甲戦闘艇でまず妖精の国スヴァルトアルフヘイムへ飛び、徒歩で巨人の国ヨツンヘイムを進んだ。ヨツンヘイムで会った巨人は、自分が250年前に地球を守るため配属された「守り人」であること、ニッドヘグは自分の部下だったが彼のために他の守り人が全滅したことを話した。1人の異端者が仲間を滅ぼして神を名乗ったと聞き、自身も仲間を殺し「神々を滅ぼす男」と呼ばれていることから、"大いなる意思"がからんでいれば自分の場合と同じだと気付くガイ。ニッドヘグに導かれて現れたS・Aの攻撃のさなか、ニッドヘグに体を操られるフレイヤがガイを狙撃しようとするが、彼女はS・Aが放った銃弾からガイを庇って命を落とす。ガイはS・Aが乗ってきた宇宙船の制御機能を支配し、彼らに宇宙船のビーム砲を浴びせた。
ニッドヘグが空に自分の幻を映し出してガイに語りかける。「フレイヤこそ自分が作り上げた地球の新人種であった」と言うニッドヘグを、ガイは「自分に都合のいい新しい種族を作り、プラチナムでの"LEAF"による文民統制と同じことをする私欲まみれの独裁者が神を名乗るか」と詰り、ニッドヘグは「高次元の力を得ながら使い道を知らない。分別なくその力を使えば250年前に地球を死の星にした行為と同じ過ちを犯す、プラチナムを破壊したように」と言う。ガイの体から意識体が飛び出して宇宙船のエネルギーシールドによって具象化された。ニッドヘグはそのガイを自分の意識の内宇宙＝ニブルヘイムへ引きずり込むと自身の意識をクロードの姿としてガイと対峙する。ハニーたちはガイの肉体を守りつつ、守り人が感じ取ったニッドヘグの居場所へ共に向かうが、そこは対侵入用高出力ビーム砲に守られており、彼らは全身をビームに貫かれてしまう。ニッドヘグに有利なその内宇宙においてガイの力は吸収され、外見も急速に老いていくが、"大いなる意思"の使徒となったかのように内宇宙へ入り込んできた3人のノルンの力を借りて復活し、反撃する。不利とみたニッドヘグは自分の意識を体へ戻すが、地下にあった体はその直後に、満身創痍になりながらもニッドヘグの座る玉座の前に入ってきた守り人が振り下ろした剣によって、真二つに切断された。
意識体のノルンたちが1つになり、意識体のガイをユグドラシル＝"大いなる意思"へと導いた。"LEAF"がベガルダー連邦も統治していること、人間が作り出した意識がすでに人間の手を離れたことを理解するガイに、"大いなる意思"は、両連邦のエリートは自然淘汰＝神々の黄昏（ラグナレク）で消えていく運命だった、と語る。プラチナムを破壊したのは実は、戦場で逞しく生きる民間人（シビリアン）に比べ種としてひ弱になったエリートを淘汰しようとした"大いなる意思"であったが、住民はガイによって無事避難できたのだった。ガイは人類の半分以上を滅ぼそうとしたことを詰るが、"大いなる意思"は「存在に危機が迫ったときに種の進化が起こる」と告げる。さらに"大いなる意思"は2つの選択肢を示した。ガイが現在（ヴェルダンディ）を選べば淘汰されるべきエリートを消して自身が残された人類を導く。未来（スクルト）を選べば、淘汰されるべき種にも希望を与え、かつガイの肉体を復活させて彼や彼の子孫が戦争の終結を図る。ガイが選んだのは……。

## 登場人物

### メインキャラクター
ガイ・グレイバード
メルダー連邦の外人部隊から選りすぐられた10人の精鋭で構成された特殊部隊「30・サタン」の隊員の1人で、トップエースとも呼ばれていた。しかし他の9人を1人で倒したため、軍から追われる身に。彼は連邦を統治するスーパーコンピュータ"LEAF"による洗脳を受けるも、逆に"LEAF"のすべてを受け継いでしまう。特に「ラグナロックが発動」した後、彼は"LEAF"の支配下にあるすべてのコンピュータを自在に操れるようになり、その肉体も強靱さを増した。かつて洗脳の場に現れたクワシールがガイを「ラグナレク（神々の黄昏）を導く男、ラグ・ナ・ロック（神々を滅ぼす男）」と呼んだことから、「ラグナロック・ガイ」の異名をとる。その後連邦はなんとしても彼を抹殺しようと刺客を繰り出してくるがガイがすべて撃退したため、"大いなる意思"は彼に「時の女神」を差し向けることに。ガイはこのような力を得た自分の「存在意義（レーゾン・デートル）」が、"大いなる意思"に世界のすべてを問うことと知り、"大いなる意思"の命ずるままに地球へ赴き、"意思"と対峙する。
ガイの左頬に大きな傷があるのは、30・サタンの隊長クロード・ローリングスを倒す際、彼の攻撃によって顔面を守っていた防具が破壊されたことによる。後にハニーらに語ったところでは、ガイは両親を知らず、物心ついたときからシグナ・ポリス傭兵養成所で命がけの訓練を受け、その超人的な資質を買われると13歳で30・サタンの前身の部隊の一員として実戦に参加したという。
ハニデュー・ハニー
優れた兵士の血を受け継ぐ母胎となるべくクローン技術によって生まれた、同じ外見の3人の女性。いずれもメルダー部隊7の隊長を務める。彼女たちは体は別々だが意識は1つであるとされ、また互いに精神を交感しあう。「ハニー」はコード・ナンバーに過ぎず、時の女神ノルンの3女神の名を持っており、最初に登場するハニーの本名はウルト、次にガイと会う2人はヴェルダンディ、スクルトである。後述のクワシールから指摘されるまで、"大いなる意思"が彼女たちを対ラグナロックの素子とすべくその精神の深い場所に「ガイを愛する」というプログラムを打ち込んだことを、彼女たちは知らなかった。そのためかウルトは、ガイに連れ去られた森林地帯で、追ってきた部下バークがガイを攻撃しようとしているのに気付くと、ガイにそれを教えて部下を倒させてしまう。しかし彼女は軍命に従ってガイに銃口を向けたため射殺されることに。ヴェルダンディとスクルトは、ウルトの死の直前の感情を感じ取っており、自分たちもガイを愛すると決意する。ウルトは過去の象徴であり、彼女を殺したガイには今や現在（ヴェルダンディ）、未来（スクルト）しかないとされる。
3人の名前の由来は北欧神話に登場する運命の女神ノルンの3人、ウルズ、ヴェルザンディ、スクルドから。
ミユティカ・ダール
メルダー軍の従軍看護師だったが現在は惑星マークス・フレイマン市の民間病院に勤めている。ガイを残虐な殺人鬼と聞かされており、助けを求めてきたガイを最初は恐れるが、治療するうちに彼の本当の姿と優しさを知って惹かれていく。自分の気持ちを伝えるものの、ガイは彼女を守れないと言ってフレイマン市に残していくことに。それでもS・Aとの戦いを前に、戦闘が終わった後にガイとともに旅立つと決心するが、ベガルダー軍の侵攻により彼と離れることとなる。控えめでたおやかな印象の少女だが、ガイを実験材料だと言うドゥエルガルに「彼は人間です」と訴えることも。ガイは最後に彼女の元へ帰ってくる。
"大いなる意思"（オーディン）
当初はクワシールおよび巨大コンピュータ"LEAF"（フルネームは"ユグドラシルの葉(leaf)"）の合同意識と思われていたが、実は両連邦を支配していた"LEAF"の意識が人間の支配下を離れた存在であった。250年にわたる人類を二分しての戦争も、連邦が主星のエリートと戦場である植民惑星のシビリアンを厳格に分けるのも、人類という種の自然淘汰を図った"大いなる意思"の所思によるものだった。人類を再生と進化に導く者として、エリート出身のクワシールやニッドヘグではなく、シビリアン出身のガイを選び、彼に人類の未来を託すことに。
「オーディン」は北欧神話の主神、「ユグドラシル」は同神話に登場する世界樹の名前。

### 惑星マークス～惑星プラチナムにて
（登場順）
サム・R・バーク軍曹
メルダー部隊7（チェイサーズセブン）の隊長ハニー（ウルト）の部下。隊員から隊長の名を聞き出し直接ハニーの元に乗り込んできたガイに刀剣を投げ、1対1の対決を提案するが、ガイからまともに相手にされず、たちまち倒されてしまう。その後ハニーを連れて森林地帯に逃げ込んだガイを追い、遠くから射殺しようとするが、ハニーがガイに教えてしまったため返り討ちにあう。
ジャック、パム、ロディ
「ガイ・グレイバード」を名乗って人々を威嚇する若者が次々に殺されている町でガイが出会った家族。ジャックは飲食店の店主で、少女パムはその孫。ロディはパムの兄で、メルダー軍の兵士。ガイがジャックの店で暴れる男を倒したため仲間が仕返しに来たところを、ちょうど帰省したロディが倒したことから、ロディがガイと間違えられてしまう。
ビッグ・ゴッセージ
身長3mの巨漢。超人的な膂力を持つ巨漢で、かつてメルダーの外人部隊から追放されたとされるが、膂力以外では軍人としての適正に欠けていたらしく特殊部隊隊員の選考メンバーにも上がらなかった落ちこぼれだった。2年前から町を牛耳り、その手下は町で自分勝手に振る舞っている。後述のクワシールたちはガイの抹殺を図り、ガイを名乗る者をビッグ・ゴッセージが倒すたびに、偽者であっても賞金を払っていた。すでに5人の偽者を倒し、6番目のガイと誤認してロディに襲いかかるが、居合わせた本物のガイに挑発された形で挑みかかり、腹部への一撃で内臓を破裂させられ、側頭部に拳を打ち込まれて頭蓋骨諸共、脳を砕かれて即死する。
クワシール
メルダー連邦を統治する"LEAF"に付き従うブレインズ・マスターの上司で、本星のプラチナム極点（トップ）にいる最高権力者。4人おり、全身がスーツに包まれて顔に丸い目が2つあるだけの外見だが、スーツが剥がれると、透明な頭蓋の中の脳が見える、皮膚のない顔が現れる。ガイを惑星プラチナムへ侵入させる手助けをしたヴェルダンディとスクルトを、プラチナム極点での軍法会議に呼びつけ、"大いなる意思"が対ラグナロックの素子としてクローン人間のハニーたちを作り出したこと、彼女たちの思考は"大いなる意思"に把握されていることを伝え、ガイを取り入れるべく彼の元に2人を送り込む。
名前の由来は北欧神話の知識の神クヴァシルから。
クロード・ローリングス
30・サタンの隊長。ガイからは「隊長（チーフ）」と呼ばれている。戦闘能力はガイとほぼ等しい水準にあり、指揮能力の高さからガイを初めとする部隊隊員たちの敬意を受けていた。
"LEAF"による洗脳を受け、その命令に従って、脱出したガイを攻撃するが逆に倒される。しかしその直後に洗脳が解けたことで強化バイオニックの体を得て甦った後は完全に自分の意志で行動できるようになっていた。ガイに他の隊員共々殺されたことへの復讐心からガイを追うが、死の間際に交わしたガイとの問答で洗脳前後の記憶を取り戻す。
後述のニッドヘグの意識体がガイの意識体と戦う際、ニッドヘグはガイにとって最強の敵でもあるクロードの姿で現れる。
レイニーダ大佐
メルダー連邦の女軍人。ガイへの対応に苦慮するクワシールに、クロード・ローリングスを差し向けることを提案。しかし彼女はクロードの恋人でもあり、ガイを襲撃に向かった彼の身を案じて勝手に部隊を送る。ドゥエルガルのアジト内でガイによってクロードが倒された後は、作戦ミスを理由に軍事査問にかけられて前線に送られる。
ドゥエルガル・ガーフィールド
自称天才科学者で、元ベガルダー軍武装兵器研究課技術将校。自分の作る兵器を使いこなせる兵士がおらずむしろ見下されたことで、5年前のマークス攻防戦の後、マークスにあったベガルダーの秘密工場に残って研究を続ける。ミユティカが運転する移動医療車を戦闘車両を作る目的で奪うが、負傷したガイと共に彼女を自分の秘密アジトへ連れ込み、結果クロードの攻撃からガイを守る。さらに本来は敵側であるガイの実力を見込んで自分の作った兵器を与える。秘密工場がメルダー軍に見つかった後はガイとともにフレイマン市へ向かう。彼がベガルダー時代に開発したシャドウスクリーンによって、ベガルダーの重機動部隊は気付かれることなくフレイマン市に接近できた。ガイは彼を「じいさん」と呼ぶ。
ドゥエルガルは「即反応超結晶体」をコーティングした戦闘服をガイのために開発し、ガイはこの服のおかげでベガルダーによるフレイマン市への総攻撃から身を守ることができた。
ロナルド
ドゥエルガルの助手を務め、彼を「ジィちゃん」と呼ぶことから孫の可能性もある。肉付きのよい大男で、前髪が長い上大きなマスクを着けているため素顔が見えにくく、発話が鈍い。ドゥエルガルのアジト内に入ってきたクロードからミユティカを庇ったため、クロードに射殺されてしまう。
30（サーティ）・サタン
メルダー連邦軍D777大隊第30分隊の別称。外人部隊200万人中の選り抜きとされ、超人部隊とも呼ばれる最強の特殊機動部隊。クロードを隊長に、ガイを含む9名、計10名の1分隊ながら、敵の1個大隊を壊滅させる戦闘力をもつ。モロゾフ戦線でのR1作戦（レッドワンオペレーション）において2個連隊を壊滅させ無事帰還後、コンピューター・ブレーン"LEAF"の生体端末として個々の人格を抹消される。表向きは同作戦時にガイを残して全滅したことになっている。劇中ではガイと蘇生後のクロード以外のメンバーは全員すでに死亡しており、登場するのは回想シーンのみである。
ペミック大佐、Dr.トーマス
クロードとガイが30・サタン壊滅の真相を語りあう場面に登場。前者は30・サタンの隊員を"LEAF"に取り込ませるべく、コンピュータにプロフィールを登録する予備審査と偽って彼らに洗脳を受けさせ、ガイが脱走した後には彼の抹殺を命じられる。後者は洗脳の作業を実施するも、洗脳用カプセル内から出たガイによって負傷し、彼の脱走を許してしまう。
院長先生、パティ、ジョアナ
ミユティカが働く病院(FRAYMAN HOSPITAL)の院長は老婆だが大型のオートバイに乗り、ドゥエルガルとも威勢良く口喧嘩をする。パティ、ジョアナは同僚。ベガルダー軍のフレイマン市侵攻後、院長が集中治療室に入れられ、負傷したミユティカらが見守る描写がある。
スクライカー、トーク、アッシュ、ファンクス、リュタン
30・サタン以上の力を持つ特殊部隊を育成する、シグナ・ポリス傭兵養成所出身のS・A（スペシャル・エリーター）の5人のメンバー。編成間もないこともあってメンバーの全員が10代の少年である。戦闘シミュレーションで実力をつけたものの、実戦経験はないとされる。惑星マークスでは、ガイの先制攻撃に対するカウンター・アタック・フォーメーションをとって5人がかりで挑むものの、数々の実戦を経験していたことで臨機応変なセンスを身に付けていた戦闘証明済（コンバット・プローブン）のガイにかなわずリュタンが倒される。ベガルダーの奇襲により彼らはガイとの戦闘を中断し、その後は植民星ゼラードでの戦闘に参加していた。
プラチナムからの脱出船の1機が地球に向かったと知っていた4人は、ゼラードを引き上げる際に勝手に地球に飛び、そこで行方を捜していたハニー、そしてガイと再会する。ガイを攻撃するが、ファンクスは、ニッドヘグに操られたフレイヤがガイに向かって撃った弾に当たって死ぬ。
ハニー（ヴェルダンディ、スクルト）は元々、優れた兵士である彼らからさらに選ばれた者の血を受け継ぐ母胎だったと説明される。
おばさん（マーシャ？）
フレイマン市の雑貨店（看板の一部は「MARSHA'S STO(RE)」と読める）の女主人で、ミユティカは「おばさん」と呼んで慕っている。ガイはミユティカに連れられてこの店に旅の食料を買いに行くが、おばさんはミユティカの思いに気付き、遠出しても彼女に手紙を送るなら商品代は要らないと申し出る。ガイが多額の金を払おうとしたため怒っていったんは追い出しかけるが、後で商品を配達してくれた。
クエスチョナーズ
上記は組織名である。メルダー、ベガルダーと異なる第3勢力。フレイマン市に侵攻してきたベガルダーの重機動部隊との戦闘の後、その下部メンバーである屑鉄屋が、おそらくは力尽きていたガイを廃墟と化したフレイマン市内で保護したと推定される。メンバーの1人はメルダー軍とのパイプ役となっており、彼の助力でガイはプラチナムに潜入できた。
ブレインズ・マスター
上記は役職名である。惑星プラチナムの5つの都市をそれぞれ支配する、"LEAF"を構成するコンピュータ「ブレインズ」の管理者たち。ブレインズ5を管理していたマスターたちは、5を支配したガイによって1人を残して殺害される。生き残ったシドが、ガイを愛すると言うヴェルダンディに怒って絞殺しようとするが、スクルトに射殺される。
ジュアンと両親
プラチナムの住人。ジュアンは幼女で、リングをしていなかったためガイを追うレーザー兵器レディ・ビートルに襲われかけ、ガイが庇う。母親は負傷したガイにリングを投げて彼を助けようとした。プラチナムの崩壊時に3人が、脱出用宇宙船に直結したシェルターへ避難する場面が描かれる。
ブレインズ・ガーディアン
上記は部隊名である。"LEAF"の最強親衛隊で、30・サタンのメンバーも洗脳を受けた後にブレインズ・ガーディアンに加えられただろうとされており、その経緯から彼らも洗脳措置を受けて自我を奪われたエリート兵であった事がうかがえる。
全身を強固な装甲で覆い、ロボットのように無感情に動く。ガイの体がエネルギーシールドによって具象化された後、彼を抹殺すべくブレインズ5内に侵入し攻撃してくる。エネルギーシールドのままでは彼らを倒せないとみたガイは、1人の首を落とし、その体を乗っ取って反撃する。

### 地球にて
（登場順）
フレイヤ
地球でガイが会った黒髪の少女で、ヴァナ族の1人。ヴァナ族の長（おさ）の親族で、彼が受け取る「神の声」を精神交感によって聞くことができ、長が気絶している間は「神の声」は彼女の口を通じてガイと会話する。ガイの強さに惹かれるが、ガイが彼女の首の後ろを撫でてマイクロチップを探したのを勘違いし、夜の砂浜でビキニ風の着衣を脱いで裸になり、彼の愛を求めてしまう。ハニーたちがガイに向ける愛情のこもった表情にふくれっ面で焼きもちを焼くことも。ガイを庇って致命傷を負い、苦しい息の下でガイへの気持ちを伝えてくるのに応え、ガイは彼女にキスをした。ニッドヘグは、彼女が200年がかりで生み出した新人種であったと言う。
名前の由来は北欧神話の女神フレイヤから。
ヴァナの長
他の人々と異なり片言でなく話すことができる。フレイヤの直系親族で、彼の首に埋め込まれたマイクロチップによって「神の声」を聞くことができる。ガイは、ヴァナ族と敵対するアサ族の長にも同様のチップが仕込まれ、「神の声」によって双方が戦いに仕向けられていると推理する。ニブルヘイムへの旅の間、マイクロチップに届く「神の声」を聞くために、気絶したまま運ばれていった。その体内にはニッドヘグによって自爆装置が組み込まれており、ニッドヘグに体を操られてガイに飛びかかると同時に爆死させられた。
「ヴァナ」「アサ」の名の由来は北欧神話のヴァン神族、アース神族から。
ニッドヘグ
「神」と名乗り、ヴァナとアサの長にマイクロチップで「神の声」を聞かせて部族を支配している。後述の守り人であった。内部に本当の体を収めた巨大な体は、地下の空間、2振りの剣を備えた王座に座っており、意識だけがガイと対峙する。ガイと同様に"LEAF"を凌駕する力を得ており、"LEAF"ともつながっていて「ラグナロック・ガイ」のことを知っており、彼もガイと同じラグナロックの能力者だったと思われる。250年前、地球において"LEAF"を操り、人類の歴史のやり直しを試みた。彼の言う「250年前に地球が死の星となった」とは、彼自身の何らかの行為が原因と推定される。"大いなる意思"はニッドヘグがエリートの生まれだと説明する。
個人的な能力はガイを圧倒していたが、ノルンの強い愛からもたらされた加護を得たガイに土壇場で逆転されて、本来の肉体のコントロールを失った隙を突かれる形でかつての戦友だった守り人の生き残りに人造強化生体諸共斬られて討たれる。
名前の由来は北欧神話の蛇ニーズヘッグから。また、彼の内宇宙を指す「ニブルヘイム」は同神話に登場する北の寒冷な世界の名前。
カウ・ユー、カウ・ミー、大鼻のギル、ピクシイ、赤帽子（レッド・ハット）ゴブリン
スヴァルトアルフヘイムでハニーたちが会う妖精。前の3人が白い妖精、後の2人が黒い妖精とされる。実はニッドヘグの催眠波が見せた幻覚で、実体は生物兵器だった。ゴブリンの攻撃を受けるハニーたちを、催眠波の影響を受けなかったガイが生物兵器を破壊することで助ける。
妖精達と出会う場所「スヴァルトアルフヘイム」(en:Svartálfaheim)は、北欧神話に登場する小人の国の名前。
守り人
3人の人間を両手の平に乗せられるほど巨大な人間型の生き物だが、実は人造強化生体（バイオニカル・パワード・スーツ）で、内部の組織に人間が取り込まれるかたちで操縦を行なう。250年前、地球に戦火が及ばないように1万2千の守り人が配属されたが、ガイたちが会ったのはその最後の1人（もう1人がニッドヘグ）で、ニッドヘグの上司でもあり、彼によって滅ぼされた仲間の復讐のためにニッドヘグを探していた。ニッドヘグはガイたちに守り人のいるヨツンヘイムを徒歩で移動させることで、出会って相討ちになることを狙っていたらしいとされる。
ニッドヘグは甲冑を着た外見をしているが、最後の守り人はおそらく甲冑を失っており、筋肉組織が露出しているとも見える顔や体が剥き出しになっている。
ガイたちと守り人が出会う場所「ヨツンヘイム」は、北欧神話に登場する巨人の国の名前。

## 主要舞台
（登場順）
惑星マークス
両連邦がそれぞれ2つ持つ本星に戦乱を持ち込まず、3つの植民惑星で局地戦を続けているが、その1つである植民惑星。"LEAF"に選ばれたA級市民（エリート）だけが居住できる本星以外の、戦場と隣り合わせのこうした植民星に一般の人々（シビリアン）が暮らしているのは、ベガルダー連邦でも同様だとされている。作中で軍人が民間人に「シビリアンは占領地の置き石に過ぎず、代わりは大勢いる」という趣旨の発言をしている。
ミユティカがガイを保護したプラーム山脈付近にはベガルダー連邦のゲリラがいるとされ、ミユティカの勤務する病院があるフレイマン市にはメルダー連邦軍下のマークスパトロールが巡回している。
通貨単位は「シンク」で、ガイがパムから買う果実が1個1シンク、ガイを倒した者に軍が払う賞金が10万シンク（偽者の場合は1万シンク）とされる。
惑星パグラーマ
マークス同様局地戦が展開される植民惑星。ここで30・サタンはベガルダー連邦軍の2つの連隊を壊滅させた。中継基地に戻った後、軌道衛星「パグラーマ3」の一角マインド・マスターブロック内で"LEAF"の洗脳を受けさせられるが、途中で脱走したガイはシャトルでパグラーマ上に降り、追ってきた仲間を地上で迎え撃つこととなる。
惑星プラチナム
メルダー連邦の2つの本星の1つ。2億の人々が住む都市が5つあり、それぞれがブレインズと呼ばれる"LEAF"の端末および外敵からの防御兵器を装備している。プラチナムには"LEAF"に選ばれたA級市民だけが住むことができ、市民はリングを頭部に装着することでエネルギーシールドによって守られる。人々は物質的・精神的欲求を満足させ、人間同士のトラブルもない「理想郷」である。メルダー連邦軍の最上級軍事管理局「プラチナム極点（トップ）」がある。
最も近い惑星がマークスで、12パーセク離れているとされる。
プラチナムを含む両連邦の本星、計4惑星に、全人類の半数以上の50億以上の人々がいるとされる。
この物語世界での宗教については、ウルトがガイにロザリオを向けて「悪魔であれば効くのに」といった趣旨の発言をする描写があるのみである。物語のモチーフとなる北欧神話は、固有名詞等が現実のものと同様に伝わっている。
地球
人類発祥の地として永世中立とされた。地上には都市らしいものはなく緑豊かである。物語の始まる2世紀前に両連邦からわずかな移民が行われた後は人間の移民はできなくなった。ニッドヘグが、250年前に1度死の星となったと説明するが、その経緯は不明である。現在地球に住む人々は片言の言語を話し、アサ族とヴァナ族に分かれていがみ合いつつ、機械文明からかけ離れた原始の生活を送る。

## 刊行リスト
- 小学館・少年サンデーコミックス版
  - 第1巻：ISBN 4091212417 1985年2月
  - 第2巻：ISBN 4091212425 1985年4月
  - 第3巻：ISBN 4091212433 1985年6月
  - 第4巻：ISBN 4091212441 1985年9月
  - 第5巻：ISBN 409121245X 1985年12月
  - 第6巻：ISBN 4091212468 1986年1月
  - 第7巻：ISBN 4091212476 1986年2月
- スコラ・バーガーSC版
  - 第1巻：ISBN 4796241132 1991年7月
  - 第2巻：ISBN 4796241183 1991年7月
  - 第3巻：ISBN 479624123X 1991年8月
  - 第4巻：ISBN 4796241299 1991年9月
  - 第5巻：ISBN 4796241329 1991年10月
  - 第6巻：ISBN 4796241388 1991年11月
  - 第7巻：ISBN 479624140X 1991年12月
- コミックターミナル　日本漫画学院・NMG COMICS 電子書籍版
  - 第1巻：2010年9月
  - 第2巻：2010年9月
  - 第3巻：2010年10月
  - 第4巻：2010年10月
  - 第5巻：2011年2月
  - 第6巻：2011年2月

- 楽曲
  - ガイのバラード

作詞：売野雅勇、作曲：芹澤廣明、編曲：渡辺博也、歌：岡崎つぐお
（週刊少年サンデー創刊1500号を記念して1985年に東芝EMIより発売されたLPレコード『WINGS OF FREEDOM』（LB28-5006）に収録。）